# ويل هندري
ويل هندري (بالإنجليزية: Will Hendry)‏ (10 نوفمبر 1986 في المملكة المتحدة - ) هو لاعب كرة قدم بريطاني في مركز الوسط. لعب مع نادي ميلوول وميدنهد يونايتد ‏ ونادي هايز وهايز وييدينغ يونايتد ‏ وEastleigh F.C. ‏ وإيه أف سي ويمبلدون وداغنهام وريدبريدج وغرايز أتلاتيك ‏.

## وصلات خارجية
- ويل هندري على موقع قاعدة بيانات كرة القدم.إي يو (الإنجليزية)
- ويل هندري على موقع Soccerbase.com (لاعب) (الإنجليزية)